# Снежна трилогија 2: Бела као снег
Снежна трилогија 2: Бела као снег (фин. Lumikki Anderson 2: Valkea kuin lumi) је роман финске књижевнице Сале Симуке (фин. Salla Simukka) објављен 2013. године. Српско издање је објавила издавачка кућа Вулкан из Београда 2015. године.

## О ауторки
Сала Симука је преводилац и аутор белетристике за тинејџере. Рођена је и одрасла у Тампереу, другом по величини граду у Финској. Са девет година је одлучила да жели да буде писац. Прву верзију своје прве објављене књиге је написала са осамнаест година. Писац је неколико романа и једне збирке кратке прозе за тинејџере и преводилац белетристике за одрасле, књиге за децу и позоришне комаде. Писац је рецензије књига за новине фин. Helsingin Sanomat и фин. Hämeen Sanomat и недељника фин. Suomen Kuvalehti. Радила је као уредник и сарадник уредника у часопису за младе фин. LUKUfiilis 2009—2013, као и један од сценариста за серију фин. Uusi Päivä од 2009. године. Јануара 2013. године је била добитница најстарије финске награде фин. Topelius у категорији „Најбољи фински роман за младе”. Децембра 2013. јој је додељена награда фин. Finland у категорији „Изузетно уметничко достигнуће и значајан напредак”.

## О књизи
Књига Снежна трилогија 2: Бела као снег прати живот седамнаестогодишње Лумики Андерсон која се нашла на улицама Прага, у потрази за дуго жељеним миром далеко од очију јавности, породичних тајни и господара подземља. Међутим, убрзо након доласка, упознаје младу и уплашену девојку Ленку, која тврди да је њена давно изгубљена сестра. Лумики ће се уплести у игру медијске манипулације и верског култа опаснијег него што је икада могла замислити. У свету у ком владају другачија правила, а непријатељ јој је за петама, помоћ јој је неопходна, али мора да одлучи коме заиста може веровати.